# 미스미정 (시마네현)
미스미정(三隅町)은 시마네현 서부에 있던 정이며, 나카군에 속했다.
2005년 10월 1일 하마다시·나카군 가나기정·야사카촌·아사히정과 합병해 하마다시가 되었다.

## 지리
시마네현 서부의 동해에 위치했다.

## 역사
- 1927년 4월 1일 - 미스미촌, 니시즈미촌이 합병, 승격해 미스미정이 성립하였다.
- 1955년 4월 1일 - 구로사와촌, 오가미촌, 미호촌 및 이노촌의 일부, 다이마촌의 일부와 합병해 새로운 미스미정이 성립하였다.
- 2005년 10월 1일-  하마다시·나카군 가나기정·야사카촌·미스미정과 합병해 새로운 하마다시가 성립하였다. 동일 미스미정은 폐지되었다.

## 교통

### 철도
- 서일본 여객철도 산인 본선

### 도로
- 국도 9호선